# Leptomithrax tuberculatus
Leptomithrax tuberculatus är en kräftdjursart. Leptomithrax tuberculatus ingår i släktet Leptomithrax och familjen maskeringskrabbor. Utöver nominatformen finns också underarten L. t. mortenseni.